# Turi (Apulien)

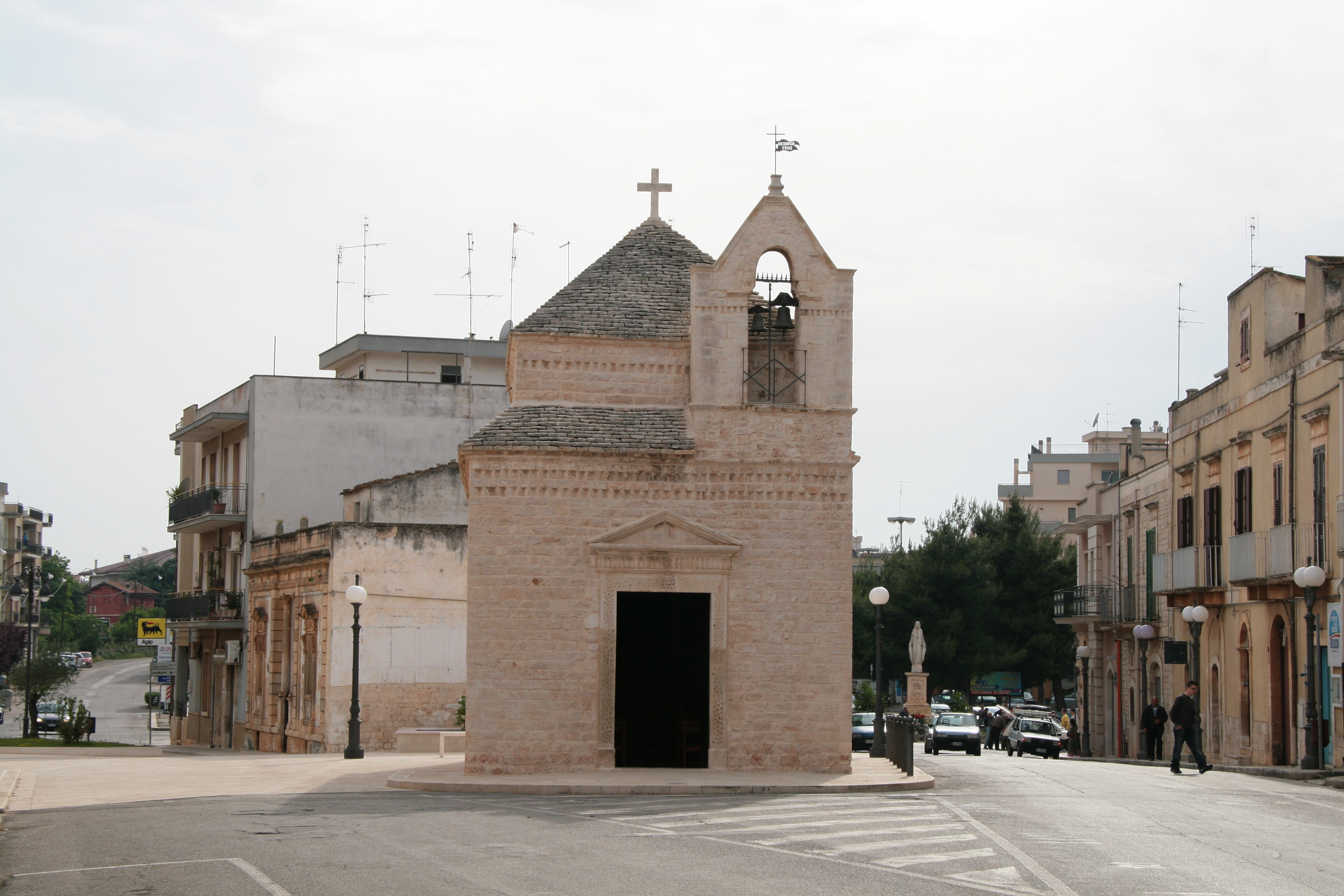

Turi (im lokalen Dialekt: Tùre) ist eine süditalienische Gemeinde (comune) mit 13.002 Einwohnern (Stand 31. Dezember 2023) in der Metropolitanstadt Bari in Apulien. Die Gemeinde liegt etwa 26 Kilometer südöstlich von Bari und etwa 52 Kilometer nordwestlich von Tarent.

## Geschichte
Vermutlich bestand schon im 6./7. Jahrhundert hier eine Siedlung der Peuketier, die sich auf etwa 25 Hektar erstreckte. Möglicherweise handelte es sich um die Siedlung Thuriae, die von Titus Livius erwähnt wird.
In der Zeit des Faschismus wurden zahlreiche Antifaschisten in Turi inhaftiert.

## Persönlichkeiten
- Giovanni Maria Sabino (1588–1649), Organist und Komponist
- Antonio Gramsci (1891–1937), marxistischer Philosoph, Antifaschist und Begründer der Kommunistischen Partei Italiens, in Turi von 1928 bis 1933 inhaftiert.
- Alessandro Pertini (1896–1990), Staatspräsident von 1978 bis 1985, in Turi inhaftiert

## Verkehr
Durch die Gemeinde führt die Strada Statale 172 dei Trulli von Casamassima über Putignano nach Alberobello. Ein Bahnhof besteht an der nicht elektrifizierten Eisenbahnstrecke Bari-Casamassima-Putignano.

## Gemeindepartnerschaften
Turi unterhält Partnerschaften mit der slowenischen Gemeinde Sežana in der Region Obalno-kraška sowie mit der luxemburgischen Gemeinde Roeser im Kanton Esch an der Alzette.

## Belege
1. ↑  Bilancio demografico e popolazione residente per sesso al 31 dicembre 2023. ISTAT. (Bevölkerungsstatistiken des Istituto Nazionale di Statistica, Stand 31. Dezember 2023).